# Vivo (film)
Vivo je americký 3D animovaný film produkovaný Sony Pictures Animation a společností Netflix z roku 2021. Režisérem animovaného filmu byl Kirk DeMicco, Brandon Jeffords.

## Obsazení
- Lin-Manuel Miranda jako Vivo
- Ynairaly Simo jako Gabi
- Zoe Saldana jako Rosa
- Juan de Marcos González jako Andrés
- Brian Tyree Henry a Nicole Byer jako Dancarino a Valentina
- Michael Rooker jako Lutador
- Gloria Estefan jako Marta Sandoval
- Katie Lowes jako Olivia Trujillo
- Christian Ochoa jako Montoya
- Brandon Jeffords jako Mr. Henshaw
- Gloria Calderón Kellett jako Gloria
- Leslie David Baker jako Bob
- Aaron LaPlante jako Key West Dog
- Rich Moore jako Iguana
- Danny Pino jako Bus Passenger
- Tessie Santiago jako Ticket-Taker